# Josina van Boetzelaer
Josina Anna Petronella baronne d'Aerssen, mieux connue sous le nom de Josina de Boetzelaer, née à La Haye le 1er mars 1733 et morte à IJsselstein le 9 mars 1797 , est une compositrice néerlandaise. 

## Biographie

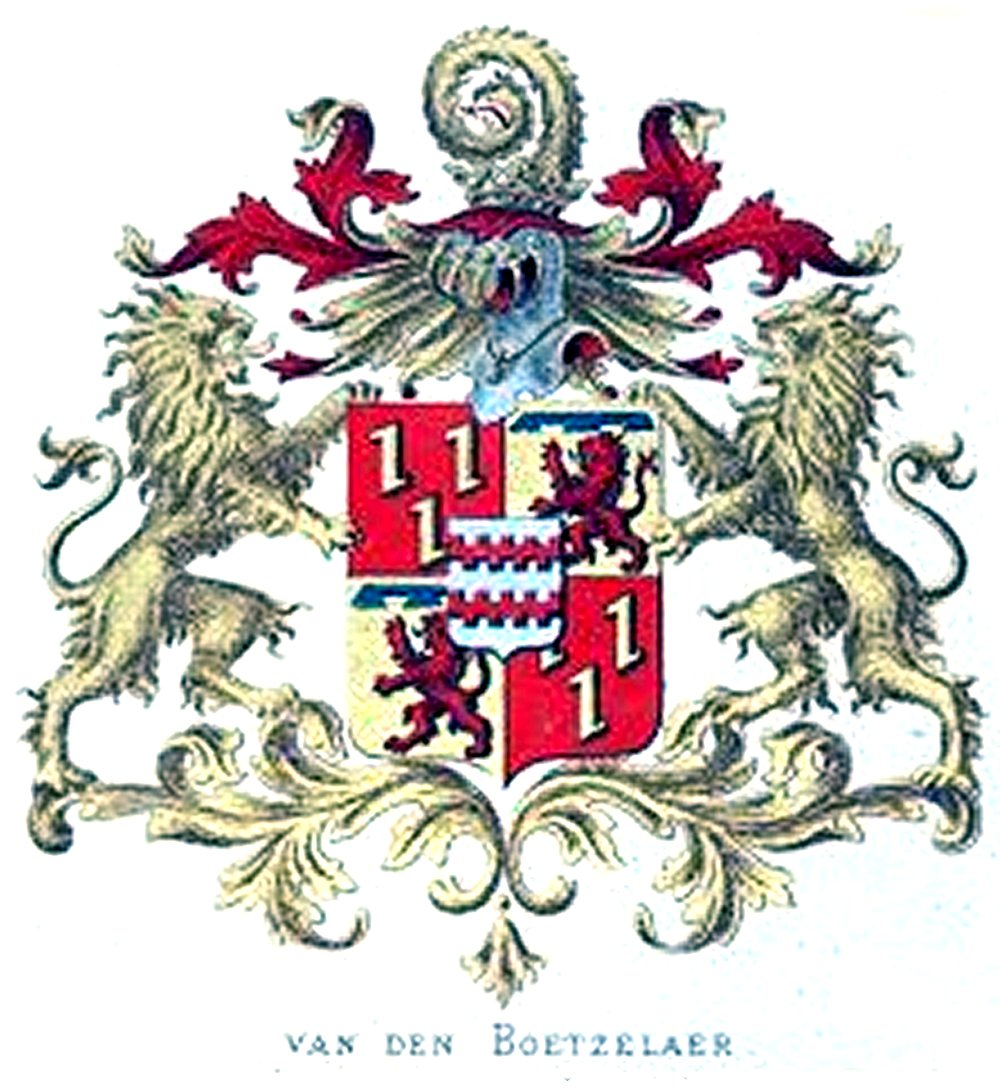
Les armoiries des Boetzelaer.

À La Haye, Josina d'Aerssen rencontra le compositeur Leopold Mozart, ici peint par Lorenzoni vers 1765.

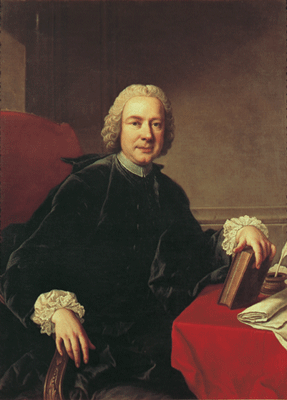
Josina de Boetzelaer empruntait les textes de ses arias aux livrets du poète italien Métastase, dont le portrait, peint vers 1770, est attribué soit à Batoni, soit à Meytens.

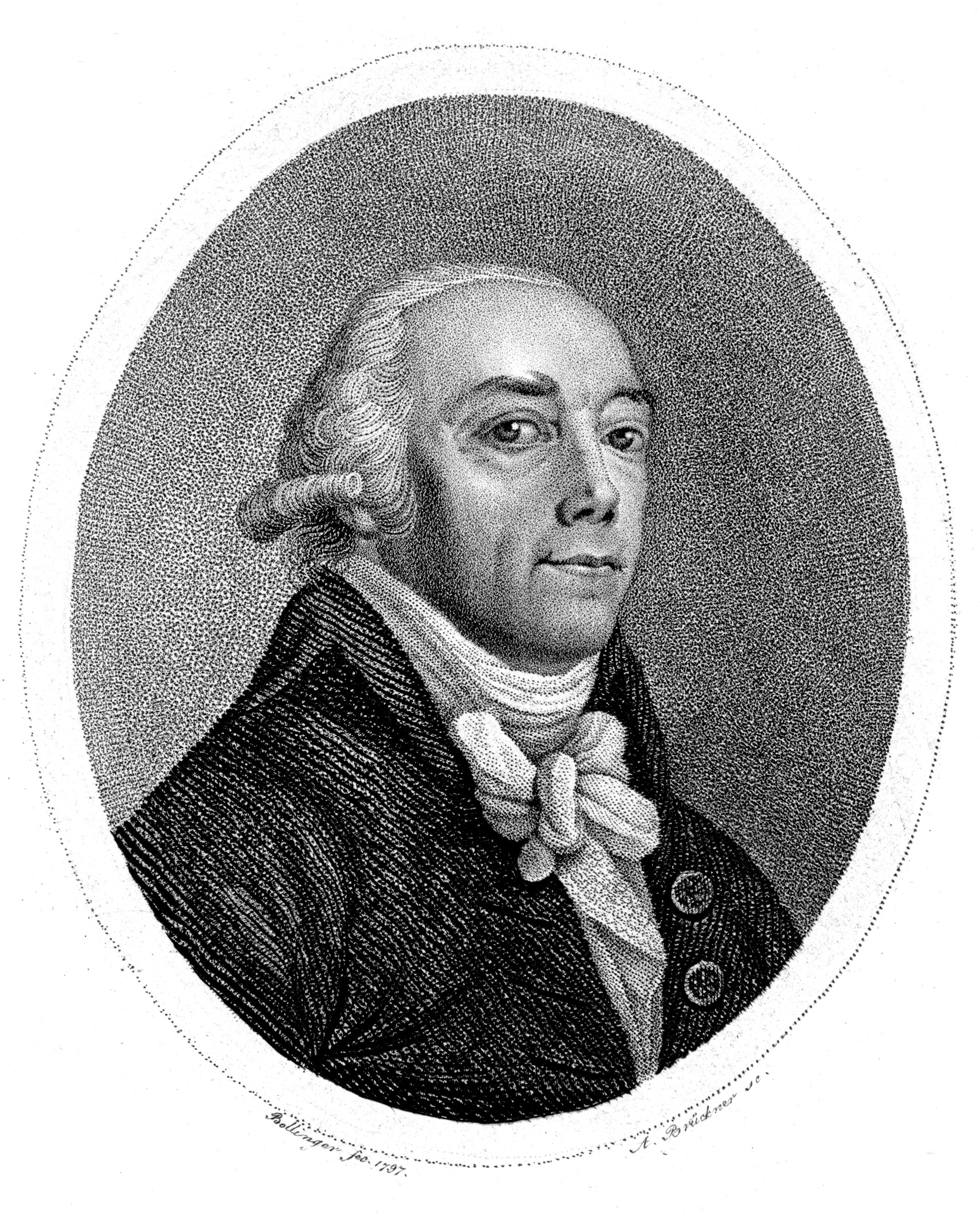
En 1790, Ernst Ludwig Gerber insère un article sur Josina de Boetzelaer dans la première édition de son Lexicon der Tonkünstler (Dictionnaire des compositeurs).

### Son enfance et sa jeunesse – la demoiselle d'honneur
Josina était la fille de Cornelis d'Aerssen (1698-1766) et d'Anna Albertina de Schagen Beijeren (1699-1762).
Dès son enfance, Josina d'Aerssen fréquentait l'entourage de la maison d'Orange. En 1760, elle assista aux cérémonies du mariage de la princesse Caroline avec Charles-Christian de Nassau-Weilbourg. Elle fut demoiselle d'honneur, d'abord de la princesse Anne de Hanovre, épouse du stathouder Guillaume IV, puis de la princesse Caroline, leur fille, que l'on vient de mentionner. Les Archives royales (Koninklijk Huisarchief) possèdent trois quittances, chacune de trois cents florins pour une période de six mois, pour les services rendus comme demoiselle d'honneur, en quelle qualité Josina d'Aerssen pouvait assister aux nombreux concerts de la cour et aux spectacles d'opéra à La Haye. Pour la princesse Anne, autant que pour sa fille Caroline, deux musiciennes de talent, faire de la musique était une activité quotidienne à laquelle Josina participait peut-être au sein même de la cour. Leopold Mozart, qui, en raison de la tournée de concerts de ses deux enfants prodiges, Wolfgang et Nannerl, séjournait dans les Provinces-Unies de septembre 1765 jusqu'à fin mars 1766, nota son nom comme « Mdlle. Vossol, » sur une liste de personnes rencontrées à La Haye. Vossol, en fait Voshol, était la seigneurie à laquelle Aerssen devait son titre de noblesse et ses privilèges. Sur cette liste figure aussi le professeur de musique de Josina, Francesco Pasquale Ricci (1732-1817), violoniste et, entre autres, membre de l'orchestre de la cour de La Haye entre 1764 et 1780,. Vers 1777, Ricci dédia six ariettes à Josina de Boetzelaer. Dans la dédicace de cet ouvrage, il mentionne ses qualités de chanteuse et de compositrice.

### La miniaturiste
Certaines sources mentionnent également son talent de portraitiste. En 1765, la princesse Caroline rapporta que Josina d'Aerssen avait réalisé un portrait bien ressemblant du duc d'York, lors de sa visite à La Haye. En 1910, deux de ses œuvres figurent à une exposition de miniatures à Rotterdam. Aucune de ses œuvres plastiques ne semble avoir été conservée.

### Son mariage
Josina avait 35 ans lorsqu'elle épousa, à l'été 1768, à l'église wallonne, Carel baron de Boetzelaer, franc-maçon, Grand Maître national de 1759 à 1797 et, au moment du mariage, lieutenant-colonel du deuxième bataillon du régiment des Gardes hollandaises, dont il deviendra lieutenant-général vers la fin de sa vie. Le couple s'installa à La Haye. Leur premier enfant, un garçon né quatre ans après leur mariage, mourut prématurément ; puis naquirent deux filles : Wilhelmina (1773-1822) et Louise Albertine (1775-1845),,.

## Œuvre
Vers 1780 sortirent des presses quatre recueils de compositions musicales de Josina de Boetzelaer : Sei ariette (Six ariettes, opus 1 ?) et opus 2 et 4, des œuvres vocales orchestrées ; de l’opus 3, 6 Canzonette a piu voce  [sic] (Canzonette à plusieurs voix), ainsi mentionné par Gerber, aucun exemplaire n'est connu à ce jour. Si son premier ouvrage avait été publié sous le nom de « Barones N.N. » (« la Baronne nomen nescio », c'est-à-dire anonyme), l’opus 2 et 4 furent publiés sous son nom réel. Boetzelaer puisait son inspiration dans des sources textuelles italiennes. Les paroles des Sei ariette sont de la marquise Visconti, née Bagliotti. Dans les opus 2 et 4, les textes des arias sont de la plume de Métastase (1698-1782), le plus célèbre librettiste du XVIIIe siècle. Fin 1779, Métastase lui écrivit une petite lettre de remerciement pour les arias qu'elle lui avait envoyées. Boetzelaer puisait de préférence dans son livret des Cinesi. Qu'elle mettait ses textes en musique était assez insolite dans la République, contrairement à ce qui était le cas ailleurs en Europe.
Opus 2 et 4 contiennent des airs orchestrés d’opera seria dans un langage vif mozartien. Ces deux recueils témoignent de la prédilection de la compositrice pour les gammes en tierces majeures. L'orchestre sert en général à soutenir le chant, mais on trouve aussi des exemples frappants de figuralisme instrumental.
Des quatre arias de l’Opus 2, les deux premières sont écrites pour un accompagnement de cordes et de basse continue. La troisième aria est enrichie de la sonorité de deux hautbois et de deux cors. L'œuvre se termine par un duo festif pour un berger et une nymphe. Dans l’Opus 4, Boetzelaer emprunte de nouvelles voies. La forme ternaire habituelle de la première aria est étendue : la section A comprend deux parties contrastées, chacune avec son propre tempo et sa propre mesure. Le troisième morceau, une cavatine, sert d'introduction au quatrième. Constituant un point culminant festif, comme dans l'opus 2, le cinquième et dernier morceau est une œuvre courte et gaie pour deux et quatre voix alternantes.
Dans les deux recueils, les textes des arias traitent surtout de l'amour. À l'exception de quelques passages pour ténor dans le dernier morceau de l'opus 4, toutes les œuvres sont écrites pour soprano, même si le livret de Métastase impose un rôle masculin. Les textes étant assez courts – souvent deux strophes, chacune de quatre vers courts –, les reprises de texte font partie intégrante de ces arias. La répétition de paroles s'alliant souvent aux variations de mêmes motifs mélodiques, chaque morceau aboutit à une unité cohérente.

## Notoriété
Boetzelaer représente la dilettante aisée du XVIIIe siècle pour qui ses occupations musicales devaient rester une affaire privée. Jusqu'à présent, on n'a trouvé aucune mention concernant l'exécution de ses œuvres de son vivant. De ses compositions, on n'a conservé que quelques recueils imprimés, mais aucun manuscrit. Déjà en 1790, Ernst Ludwig Gerber insère un article sur Josina de Boetzelaer dans la première édition de son dictionnaire des compositeurs. Dans la musique néerlandaise du XVIIIe siècle, elle occupe à bien des égards une position unique de compositrice. À l'époque, la vie musicale dans les Provinces-Unies était dominée par des compositeurs d'origine étrangère. Exception faite de Boetzelaer, la seule compositrice importante était Belle de Zuylen, qui n'a commencé à composer qu'après avoir quitté son pays natal. Il est à noter que la dilettante Boetzelaer s'est appliquée à écrire des arias complètes entièrement orchestrées ; l'opéra, ailleurs en Europe un genre extrêmement populaire, a trouvé peu d'écho aux Provinces-Unies.

## Ressources

### Documents d'archives
- Koninklijk Huisarchief [Archives de la Maison royale], La Haye : archives de Guillaume IV ; inv. no  A17-513, Memorandum over huwelijk prinses Caroline ; Correspondentie prinses Caroline van Nassau-Weilburg, 1763-1787 ; inv. no  171 [sur la peinture d'Aerssen] ; archives Guillaume V ; finances no  9 [quittance d'Aerssen].

### Œuvres
- (it) Barones N.N. [= Josina de Boetzelaer], Sei ariette [exemplaire au musée international et bibliothèque de la musique (Bologne) ; sur microfiche à la Toonkunst-Bibliotheek, la bibliothèque musicale d'Amsterdam].
- (it) Baronessa Giustina Boetzelaer, nata B. d’Aerssen, di Voshol &c., Raccolta d'arie sciolte con sinfonia, opera II [deux exemplaires incomplets, l'un à la bibliothèque musicale de l'université du Michigan, Ann Arbor (États-Unis), l'autre à la Bibliothèque centrale de Zurich].
- (it) Baronessa Giustina Boetzelaer, nata Baronessa d’Aerssen, di Voshol &c., Arie sciolte, e coro con sinfonia, Opera quarta [exemplaire au cloître franciscain de Novo Mesto, Slovénie ; exemplaire incomplet].